# حسن بن عمر الشطي
حسن بن عمر الشطي الحنبلي (1205 - 1274 هـ/ 1790 - 1858 م) هو حسن بن عمر بن معروف بن عبد الله ابن مصطفى، الشطي، البغدادي الأصل، الدمشقي. فقيه حنبلي، نحوي، فرضي، متكلم، عروضي.

## شيوخه
أخذ عن محمد الكزبري وولده الشيخ عبد الرحمن والملا علي السويدي ومصطفى السيوطي وغيرهم.

## مؤلفاته
- (منحة مولى الفتح تجريد زوائد الغاية)
- (الشرح) في فروع الفقه الحنبلي
- (شرح الكافي) في علمي العروض والقوافي
- (النثار على الإظهار) في النحو
- بسط الراحة لتناول المساحة
- مختصر شرح عقيدة السفاريني

## من شعره ونثره
من نظامه قوله مادحاً قرية دوما وخطيبها الشيخ محمد:
ومن قوله تخميساً:
وقد صح عند بعض أهل الكشف حديث إحياء أبوي النبي ﷺ ولذلك قال بعضهم:

## قالوا عنه
- قال عنه عبد الرزاق البيطار في كتابه (حلية البشر في تاريخ القرن الثالث عشر): «الشيخ الإمام، والعمدة الهمام، صاحب السيرة الحسنة، والشمائل المستحسنة، والأوصاف الكاملة، والفضائل الشاملة، نشأ في معابد الطلب والاستفادة، وأكب بعده على الإحسان والإفادة وكانت ولادته في صفر سنة خمس ومائتين وألف وله في مذهب الإمام أحمد بن حنبل التآليف المفيدة النافعة، وله أيضًا في بقية العلوم الشريفة من توحيد وبيان وحساب ومساحة. وقد شرح الإظهار في النحو، وله مولد شريف، ومعراج منيف، وشرح على حزب الإمام النووي، ومجلس في ختم البخاري. وقد أخذ عن الشيخ محمد الكزبري وولده الشيخ عبد الرحمن والملا علي السويدي والشيخ مصطفى السيوطي وكثير من العلماء الأعلام، والجهابذة الفخام وله من النظم والنثر، ما يشهد له بالفضيلة والقدر...»

## مولده ووفاته
ولد، وتوفي بدمشق في 14 جمادي الثانية سنة 1274 هـ، ودفن في مقبرة قاسيون في سفح الجبل وقبره ظاهر معروف، وكتب على بلاطة قبره ما نظمه له علامة وقته السيد محمود أفندي حمزة مفتي دمشق: